# 张家庄换新天渡槽
张家庄换新天渡槽，位于山东省泗水县星村镇。是中华人民共和国山东省省级文物保护单位之一。
2013年，列入第四批山东省文物保护单位，该文物保护单位是一座近现代重要史迹及代表性建筑。